# Material Digital

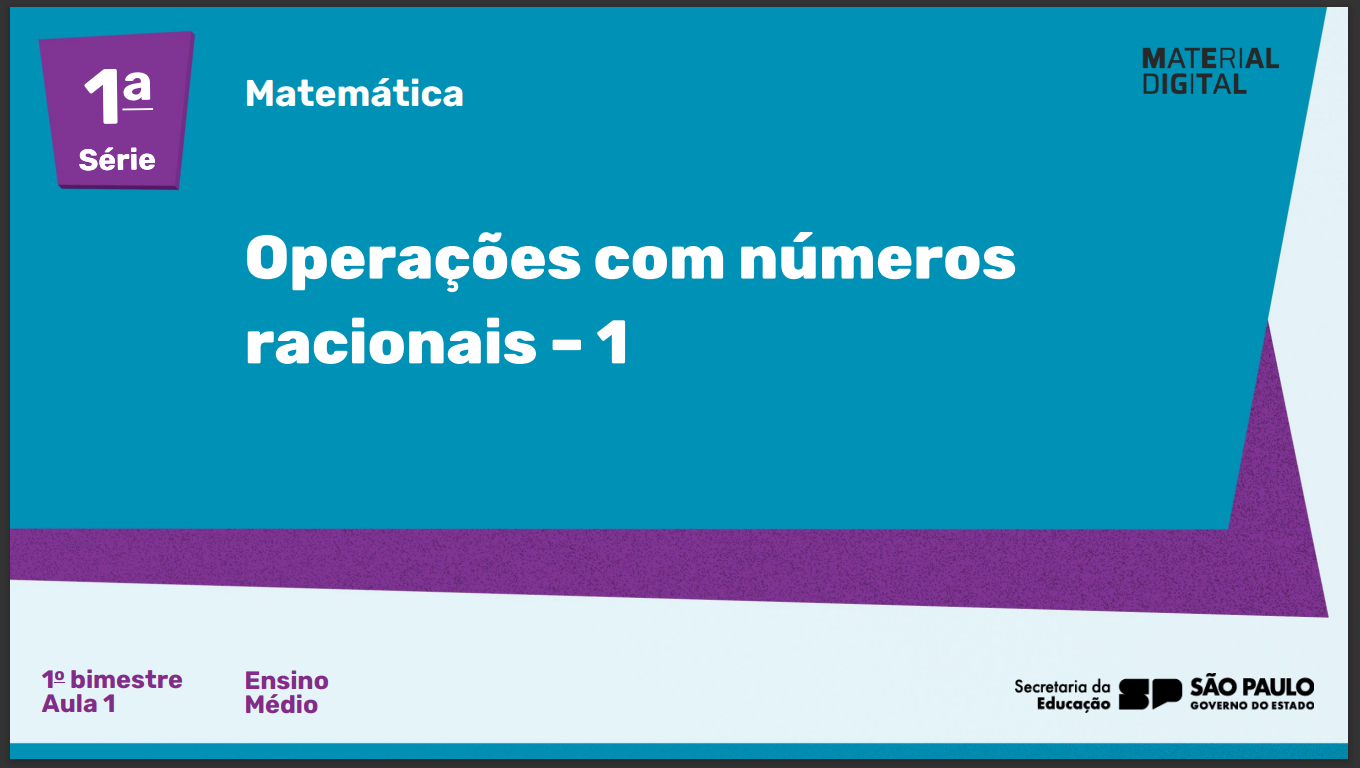
Slide de início do Material Digital de Matemática da 1ª série do ensino médio no 1º bimestre de 2025

O Material Digital é uma plataforma digital educacional da rede estadual do estado de São Paulo, que visa aprimorar a experiência de aprendizagem dos estudantes da respectiva rede de ensino. Esta plataforma foi lançada oficialmente pela Secretaria da Educação do Estado de São Paulo (SEDUC-SP) no Centro de Mídias de São Paulo (CMSP) em abril de 2023 e iniciou sua implementação integral a partir de 25 de julho de 2023, com o início do segundo semestre letivo.
O Material Digital consiste em apresentações de slides organizadas por números de aula, que são utilizadas pelos professores em sala de aula e exibidas na televisão . A iniciativa foi apresentada pelo então secretário estadual da educação, Renato Feder, que destacou que o Material Digital conectaria os alunos às tecnologias do século XXI, modernizando assim a experiência educacional.

## Implementação e Mudanças
O Material Digital foi lançado inicialmente em abril de 2023 no Centro de Mídias de São Paulo (CMSP) e totalmente implementado em julho de 2023. A mudança para recursos digitais foi parte de uma iniciativa mais ampla para melhorar a educação por meio da tecnologia. Apesar destes avanços, a decisão de substituir os livros escolares tradicionais por recursos digitais gerou uma controvérsia significativa.
Durante a transição para esta plataforma digital, o programa de apostilas escolares "Currículo em Ação" foi temporariamente suspenso para permitir o uso exclusivo dos recursos digitais disponibilizados pelo CMSP. No entanto, no ensino médio, o programa continuou dentro do setor de Tecnologia e Inovação durante o terceiro bimestre.
Em agosto de 2023, a SEDUC-SP anunciou a suspensão dos livros do Ministério da Educação (MEC) para 2024, optando pelos materiais digitais. No entanto, esta decisão foi revogada em 16 de agosto devido à pressão do poder judiciário e à indignação pública. Em outubro de 2023, os livros “Currículo em Ação” foram reintroduzidos para alunos do ensino fundamental e médio, com volumes específicos destinados ao quarto bimestre.

## Controvérsias e erros
O Material Digital tem enfrentado muitas críticas desde seu lançamento. Entre os erros mais notáveis estavam:
- Um slide afirmava incorretamente que São Paulo tinha uma praia, fazendo referência a um decreto do então prefeito Jânio Quadros de 1961 que proibia biquínis nas praias da cidade, apesar de a cidade estar localizada a pelo menos 70 quilômetros[7] da costa. O slide dizia: "A proibição do uso de biquínis foi adotada por Jânio Quadros em 1961, quando ele era prefeito de São Paulo. Ele emitiu um decreto vetando o uso de biquínis nas praias da cidade"[8] .
- Outro slide atribuiu incorretamente a assinatura da Lei Áurea a Dom Pedro II, quando na verdade foi assinada pela Princesa Isabel.[8]
- Um slide destinado a alunos do 7º ano afirmava que água contaminada poderia transmitir a doença de Parkinson, Alzheimer e depressão. Especialistas criticaram esta afirmação, afirmando que ela carecia de base científica e poderia gerar confusão entre os estudantes.[8]

Além disso, o Material Digital continha vários erros no uso da língua portuguesa e em operações matemáticas. Após a descoberta, os materiais que apresentavam informações incorretas foram rapidamente removidos e corrigidos.